# Хамилтън (окръг, Тексас)
Вижте пояснителната страница за други значения на Хамилтън.
Окръг Хамилтън (на английски: Hamilton County) е окръг в щата Тексас, Съединени американски щати. Площта му е 2165 km², а населението - 8229 души (2000). Административен център е град Хамилтън.